# Rina Mor

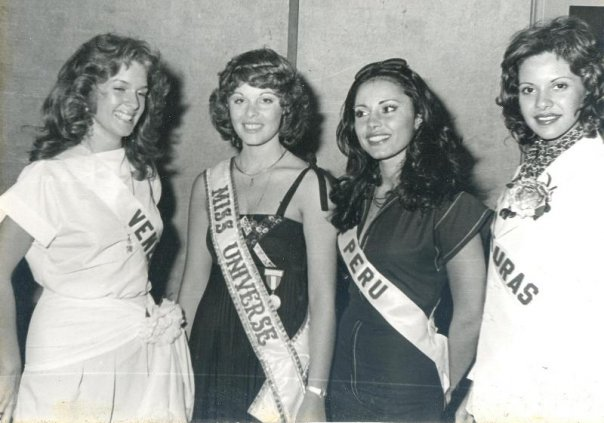
Rina Mor (tweede van links) op Miss Universe 1977

Rina Mor-Goder (Hebreeuws: רינה מור-גודר), oorspronkelijk Messinger, verhebreeuwst tot Mor en nu Mor-Goder, (Kiryat Tiv'on bij Haifa, 16 februari 1956) is de eerste Israëlische Miss Universe-winnares, gekroond op 11 juli 1976.
In haar toespraak na haar overwinning zei ze: "Ik ben geen politicus. Ik denk dat het feit dat ik Miss Universe ben mensen een ander gezicht van Israël laat zien, niet alleen oorlog."
Rina Mor-Goder is tegenwoordig advocaat. Zij is getrouwd en is moeder van twee dochters.
- Gemeinsame Normdatei: 116969098X
- International Standard Name Identifier: 0000 0003 8591 6626
- Library of Congress Control Number: nr88003614
- Nationale Bibliotheek van Israël: 987007445697605171
- Virtual International Authority File: 246578084
- WorldCat: E39PBJtX3WjvqQmTytT338mPQq